# Československá hokejová reprezentace v sezóně 1966/1967
Československá hokejová reprezentace v sezóně 1966/1967 sehrála celkem 23 zápasů.

## Přehled mezistátních zápasů
| Pořadí | Datum              | Soupeř   | Výsledek             | Soutěž                          | Místo utkání     |
| ------ | ------------------ | -------- | -------------------- | ------------------------------- | ---------------- |
| 426.   | 19. listopadu 1966 | NDR      | 11:4 (3:0, 4:3, 4:1) | přátelsky                       | České Budějovice |
| 427.   | 22. listopadu 1966 | Švédsko  | 2:2 (0:1, 2:1, 0:0)  | přátelsky                       | Stockholm        |
| 428.   | 23. listopadu 1966 | Švédsko  | 5:3 (2:1, 1:0, 2:2)  | přátelsky                       | Stockholm        |
| 429.   | 27. listopadu 1966 | SSSR     | 4:6 (0:1, 3:3, 1:2)  | přátelsky                       | Moskva           |
| 430.   | 28. listopadu 1966 | SSSR     | 7:6 (4:2, 1:3, 2:1)  | přátelsky                       | Moskva           |
| 431.   | 1. ledna 1967      | Kanada   | 3:5 (2:3, 0:1, 1:1)  | Turnaj ke 100 letům Kanady 1967 | Winnipeg         |
| 432.   | 4. ledna 1967      | SSSR     | 5:2 (3:1, 0:1, 2:0)  | Turnaj ke 100 letům Kanady 1967 | Winnipeg         |
| 433.   | 5. ledna 1967      | USA      | 8:2 (2:0, 5:1, 1:1)  | Turnaj ke 100 letům Kanady 1967 | Winnipeg         |
| 434.   | 4. února 1967      | Švédsko  | 8:2 (1:1, 2:1, 5:0)  | přátelsky                       | Praha            |
| 435.   | 5. února 1967      | Švédsko  | 7:1 (2:0, 3:1, 2:0)  | přátelsky                       | Praha            |
| 436.   | 5. března 1967     | Kanada   | 4:4 (0:1, 3:1, 1:2)  | přátelsky                       | Praha            |
| 437.   | 7. března 1967     | Kanada   | 2:4 (1:0, 0:1, 1:3)  | přátelsky                       | Praha            |
| 438.   | 13. března 1967    | Japonsko | 13:1 (4:0, 4:1, 5:0) | přátelsky                       | Gottwaldov       |
| 439.   | 15. března 1967    | Japonsko | 17:0 (3:0, 5:0, 5:0) | přátelsky                       | Vsetín           |
| 440.   | 18. března 1967    | SRN      | 6:2 (3:0, 1:2, 2:0)  | Mistrovství světa 1967          | Vídeň            |
| 441.   | 20. března 1967    | NDR      | 6:0 (3:0, 2:0, 1:0)  | Mistrovství světa 1967          | Vídeň            |
| 442.   | 21. března 1967    | USA      | 8:3 (3:0, 1:2, 4:1)  | Mistrovství světa 1967          | Vídeň            |
| 443.   | 23. března 1967    | Finsko   | 1:3 (0:3, 1:0, 0:0)  | Mistrovství světa 1967          | Vídeň            |
| 444.   | 25. března 1967    | Kanada   | 1:1 (0:0, 0:1, 1:0)  | Mistrovství světa 1967          | Vídeň            |
| 445.   | 27. března 1967    | Švédsko  | 5:5 (4:2, 0:1, 1:2)  | Mistrovství světa 1967          | Vídeň            |
| 446.   | 29. března 1967    | SSSR     | 2:4 (1:1, 0:1, 1:2)  | Mistrovství světa 1967          | Vídeň            |
| 447.   | 15. dubna 1967     | NDR      | 2:2 (0:1, 1:1, 1:0)  | přátelsky                       | Crimmitschau     |
| 448.   | 16. dubna 1967     | NDR      | 5:3 (1:1, 3:1, 1:1)  | přátelsky                       | Saská Kamenice   |

## Bilance sezóny 1966/67
| Soupeř   | Zápasy | Výhry | Remízy | Prohry | Skóre  |
| -------- | ------ | ----- | ------ | ------ | ------ |
| Finsko   | 1      | 1     | 0      | 0      | 1:3    |
| Japonsko | 2      | 2     | 0      | 0      | 30:1   |
| Kanada   | 4      | 0     | 2      | 2      | 10:14  |
| NDR      | 4      | 3     | 1      | 0      | 24:9   |
| SRN      | 1      | 1     | 0      | 0      | 6:2    |
| SSSR     | 4      | 2     | 0      | 2      | 18:18  |
| Švédsko  | 5      | 3     | 0      | 2      | 27:13  |
| USA      | 2      | 2     | 0      | 0      | 16:5   |
| Celkem   | 23     | 14    | 3      | 6      | 132:65 |

## Další zápasy reprezentace
| Datum             | Soupeř                    | Výsledek            | Soutěž    | Místo utkání |
| 26. prosince 1966 | Toronto Blues             | 9:2 (3:1, 4:1, 2:0) | přátelsky | Toronto      |
| 28. prosince 1966 | Ontario Junior All Stars  | 4:2 (1:1, 0:1, 3:0) | přátelsky | Toronto      |
| 29. prosince 1966 | Montreal Junior Canadiens | 5:3 (2:1, 1:1, 2:1) | přátelsky | Montreal     |

## Přátelské mezistátní zápasy
Československo –  NDR 11:4 (3:0, 4:3, 4:1)
19. listopadu 1966 – České Budějovice

Branky Československa: 12. Jiří Holík, 14. Václav Nedomanský, 20. Jan Klapáč, 29. Jan Klapáč, 30. Rudolf Potsch, 36. Jaroslav Holík, 39. Václav Nedomanský, 51. Jiří Holík, 51. Jan Klapáč, 53. Václav Nedomanský, 58. Jan Klapáč.

Branky NDR: 22. Helmut Novy, 27. Wolfgang Plotka, 31. Bernd Karrenbauer, 54. Dieter Kratzsch.

Rozhodčí: Alexej Reznikov (URS), Richard Hajný (TCH) místo Zbigniewa Chojnackého  (POL), který se nedostavil včas.

Vyloučení: 3:1
ČSSR: Jiří Holeček – Jan Suchý, Ladislav Šmíd (41. Oldřich Machač), Rudolf Potsch, František Pospíšil – Ivan Grandtner, Václav Nedomanský, Josef Černý – Jan Klapáč, Jaroslav Holík, Jiří Holík – Jan Havel, Richard Farda, František Ševčík.
NDR: Peter Kolbe (34. Dieter Pürschel) – Helmut Novy, Wolfgang Plotka, Dieter Voigt, Dieter Huschto – Bernd Karrenbauer, Joachim Ziesche, Bernd Hiller – Dieter Kratzsch, Lothar Fuchs, Erhard Braun – Rüdiger Noack, Joachim Franke, Helmut Nickel – Peter Prusa.
 Československo –  Švédsko 2:2 (0:1, 2:1, 0:0)
22. listopadu 1966 – Stockholm

Branky Československa: 31. Milan Kokš, 38. Ivan Grandtner.

Branky Švédska: 5. Carl-Göran Öberg, 21. Leif Henriksson.

Rozhodčí: Guryšev (URS), Anatolij Seglin (URS)

Vyloučení: 1:2 (využití 0:0)
ČSSR: Vladimír Nadrchal – Jan Suchý, Ladislav Šmíd, František Pospíšil, Miroslav Beránek – Ivan Grandtner, Václav Nedomanský, Josef Černý – Jan Klapáč, Jaroslav Holík, Jiří Holík – Stanislav Prýl, Milan Kokš, František Ševčík.
Švédsko: Kjell Svensson – Roland Stoltz, Nils Johansson, Bert-Olov Nordlander, Arne Carlsson – Ronald Pettersson, Leif Henriksson, Carl-Göran Öberg (41. Folke Bengtsson) – Hans Lindberg, Ulf Sterner, Lars-Göran Nilsson – Stig Johansson, Håkan Nygren, Björn Palmqvist.
 Československo –  Švédsko 5:3 (2:1, 1:0, 2:2)
23. listopadu 1966 – Stockholm

Branky a nahrávky Československa: 3. Jan Suchý (Josef Černý), 12. Jiří Holík (Jan Klapáč), 33. Josef Černý, 48. Jaroslav Holík (Jan Havel), 51. Oldřich Machač.

Branky a nahrávky Švédska: 6. Ulf Torstensson, 53. Bert-Olov Nordlander, 54. Aanders Johansson

Rozhodčí: Guryšev (URS), Anatolij Seglin (URS)

Vyloučení: 2:0 (využití 0:0)
ČSSR: Vladimír Nadrchal – Jan Suchý, Ladislav Šmíd, František Pospíšil, Oldřich Machač – Jan Klapáč (41. Jan Havel), Jaroslav Holík, Jiří Holík – Ivan Grandtner, Václav Nedomanský, Josef Černý – Jan Havel, Richard Farda, Stanislav Prýl.
Švédsko: Kjell Svensson – Roland Stoltz, Nils Johansson, Bert-Olov Nordlander, Ulf Torstensson – Ronald Pettersson, Folke Bengtsson, Carl-Göran Öberg – Nisse Nilsson, Ulf Sterner, Anders Johansson – Stig Johansson, Håkan Nygren, Björn Palmqvist.
 Československo –  SSSR 4:6 (0:1, 3:3, 1:2)
27. listopadu 1966 – Moskva

Branky Československa: 25. Jaroslav Holík, 30. Josef Černý (Václav Nedomanský), 34. Jan Klapáč, 57. Jan Klapáč (František Pospíšil).

Branky SSSR: 12. Vjačeslav Staršinov, 28. Alexandr Almětov, 37. Igor Romiševskij (vlastní Oldřich Machač), 39. Viktor Polupanov, 41. Viktor Polupanov, 44. Jevgenij Zimin (Vjačeslav Staršinov, Boris Majorov).

Rozhodčí: Ove Dahlberg (SWE), Olle Viking (SWE)

Vyloučení: 2:3 (využití 0:1)
ČSSR: Vladimír Nadrchal – Jan Suchý, Ladislav Šmíd, František Pospíšil, Oldřich Machač – Jan Havel, Jaroslav Holík, Jiří Holík – Ivan Grandtner, Václav Nedomanský, Josef Černý – Stanislav Prýl, Milan Kokš, František Ševčík – Jan Klapáč.
SSSR: Viktor Zinger – Alexandr Ragulin, Eduard Ivanov, Igor Romiševskij, Vitalij Davydov, Oleg Zajcev, Vjačeslav Židkov – Anatolij Ionov, Alexandr Almetov, Venjamin Alexandrov – Jevgenij Zimin, Vjačeslav Staršinov, Boris Majorov  – Vladimir Vikulov, Viktor Polupanov, Anatolij Firsov.
 Československo –  SSSR 7:6 (4:2, 1:3, 2:1)
28. listopadu 1966 – Moskva

Branky Československa: 3. Stanislav Prýl (František Ševčík, Jan Suchý), 6. Richard Farda, 10. Stanislav Prýl (Richard Farda), 15. Milan Kokš (Jan Klapáč), 39. Ivan Grandtner, 41. Jan Klapáč, 52. František Ševčík (Ivan Grandtner).

Branky SSSR: 0:40 Vjačeslav Staršinov (Boris Majorov), 12. Viktor Polupanov, 22. Anatolij Firsov, 23. Boris Majorov, 35. Jevgenij Zimin (Vjačeslav Staršinov, Boris Majorov), 52. Viktor Polupanov.

Rozhodčí: Ove Dahlberg (SWE), Olle Viking (SWE)

Vyloučení: 3:6 (využití 0:2)
ČSSR: Jiří Holeček – Miroslav Beránek, Jan Suchý (Ladislav Šmíd), František Pospíšil, Oldřich Machač – Jan Klapáč, Jaroslav Holík (Milan Kokš), Jan Havel – Ivan Grandtner, Václav Nedomanský, Josef Černý – Stanislav Prýl, Richard Farda, František Ševčík.
SSSR: Vladimir Činov (21. Viktor Zinger) – Eduard Ivanov, Alexandr Ragulin, Oleg Zajcev, Vjačeslav Židkov, Vitalij Davydov – Viktor Jaroslavcev, Viktor Jakušev, Alexandr  Jakušev – Boris Majorov, Vjačeslav Staršinov, Jevgenij Zimin – Vladimir Vikulov, Viktor Polupanov, Anatolij Firsov – Anatolij Ionov.
 Československo –  Švédsko 8:2 (1:1, 2:1, 5:0)
4. února 1967 – Praha

Branky a nahrávky Československa: 10. Jan Suchý (Jan Havel), 26. Jaroslav Jiřík (Oldřich Machač), 28. Jozef Golonka (Oldřich Machač), 46. Jiří Holík (Jaroslav Holík), 49. Jan Havel, 50. Josef Černý, 55. Jan Havel (Jaroslav Jiřík), 58. Jan Havel (František Tikal).

Branky a nahrávky Švédska: 8. Nisse Nilsson, 36. Lars-Göran Nilsson.

Rozhodčí: Fritz Gross (GDR), Heini Ehrensperger (SUI)

Vyloučení: 0:1 (využití 0:0)
ČSSR: Jiří Holeček – Jan Suchý, František Tikal, Oldřich Machač, František Pospíšil, Karel Masopust – Jan Havel (21. Stanislav Prýl), Václav Nedomanský, Josef Černý – Jan Klapáč, Jaroslav Holík, Jiří Holík – Stanislav Prýl (21. Jan Havel), Jozef Golonka, Jaroslav Jiřík (Petr Hejma).
Švédsko: Kjell Svensson – Roland Stoltz, Nils Johansson, Gert Blomé, Bert-Olov Nordlander (Arne Carlsson) – Björn Palmqvist, Nisse Nilsson, Carl-Göran Öberg – Folke Bengtsson, Roger Olsson, Kjell Sundström – Leif Henriksson, Håkan Nygren, Lars-Göran Nilsson – G. Nilsson
 Československo –  Švédsko 7:1 (2:0, 3:1, 2:0)
5. února 1967 – Praha

Branky a nahrávky Československa: 7. Jaroslav Jiřík (Jozef Golonka, Jan Havel), 20. Oldřich Machač, 24. Jozef Golonka, 29. Jan Suchý (Stanislav Prýl), 34. Jiří Holík, 50. Jan Suchý (Jaroslav Jiřík), 53. František Tikal.

Branky a nahrávky Švédska: 31. Lars-Göran Nilsson.

Rozhodčí: Fritz Gross (GDR), Heini Ehrensperger (SUI)

Vyloučení: 5:3 (využití 2:0)
ČSSR: Miroslav Lacký – Jan Suchý, František Tikal, Oldřich Machač, František Pospíšil – Jan Havel, Václav Nedomanský, Josef Černý – Jan Klapáč, Jaroslav Holík, Jiří Holík – Stanislav Prýl, Jozef Golonka, Jaroslav Jiřík.
Švédsko: Kjell Svensson – Roland Stoltz, Bert-Olov Nordlander, Gert Blomé, Arne Karlsson, Nils Johansson, Ulf Torstensson – Ronald Pettersson, Nisse Nilsson, Carl-Göran Öberg – Leif Henriksson, Håkan Nygren, Lars-Göran Nilsson – Kjell Sundström, Roger Olsson, Björn Palmqvist.
 Československo –  Kanada 4:4 (0:1, 3:1, 1:2)
5. března 1967 – Praha

Branky a nahrávky Československa: 33:18 Jiří Holík (Jiří Kochta), 34:32 Jan Havel (Jozef Golonka), 37:29 Jan Suchý (Jozef Golonka), 54:43 Josef Cvach (Jan Havel).

Branky a nahrávky Kanady: 15:23 Jean Cusson (Gary Dineen), 26:15 Ray Cadieux (Jack Bownass, Danny O'Shea), 47:45 Moris Mott (Carl Brewer, Fran Huck), 53:06 Moris Mott (Davis).

Rozhodčí: Olle Viking (SWE), Anatolij Seglin (URS)

Vyloučení: 3:3 (využití 1:1)
ČSSR: Vladimír Nadrchal – František Tikal, Josef Horešovský, Oldřich Machač, František Pospíšil, Jan Suchý, Ladislav Šmíd – Ivan Grandtner, Václav Nedomanský, Josef Černý – Jan Havel, Jozef Golonka, Josef Cvach – Jan Hrbatý, Jiří Kochta, Jiří Holík – Stanislav Prýl.
Kanada: Wayne Stephenson (Ken Broderick) – Barry McKenzie, Davis, Jack Bownass, Carl Brewer, McPhail – Marshall Johnston, Fran Huck, Moris Mott – Bill MacMillan, Gary Dineen, Jean Cusson – Danny O'Shea, Ray Cadieux, Ted Hargreaves – Adolfo Tambellini.
 Československo –  Kanada 2:4 (1:0, 0:1, 1:3)
7. března 1967 – Praha

Branky a nahrávky Československa: 7. Jozef Golonka (Jan Havel), 52. Jan Suchý.

Branky a nahrávky Kanady: 24. Ted Hargreaves, 41. Bill MacMillan, 46. Ray Cadieux, 59. Fran Huck.

Rozhodčí: Olle Viking (SWE), Anatolij Seglin (URS)

Vyloučení: 6:9 (využití 1:0)
ČSSR: Jiří Holeček, Vladimír Nadrchal – Oldřich Machač, František Pospíšil, Jan Suchý, František Tikal – Ivan Grandtner, Václav Nedomanský, Josef Černý – Jan Havel, Jozef Golonka, Jaroslav Jiřík (25. Josef Cvach)  – Jan Hrbatý, Jiří Kochta, Josef Cvach (25. Jiří Holík).
Kanada: Seth Martin (Ken Broderick) – Barry McKenzie, Davis, Jack Bownass, Carl Brewer – Marshall Johnston, Fran Huck, Moris Mott – Bill MacMillan, Gary Dineen, Ted Hargreaves – Jean Cusson, Danny O'Shea, Adolfo Tambellini – Ray Cadieux.
 Československo –  Japonsko 13:1 (4:0, 4:1, 5:0)
13. března 1967 – Gottwaldov

Branky Československa: 4x Václav Nedomanský, 2x Jiří Holík, 2x Jiří Kochta, 2x Ivan Grandtner, Jan Suchý, Jaroslav Jiřík, Josef Černý.

Branky a nahrávky Japonska: 4:1 20:15 Takao Hikigi (Kazuo Matsuda).

Rozhodčí: Viktor Hollý (TCH), Rudolf Prejza (TCH)

Vyloučení: 3:4 (využití 0:0)
ČSSR: Vladimír Nadrchal – Jan Suchý, Ladislav Šmíd, Oldřich Machač, František Pospíšil, František Tikal – Stanislav Prýl, Jaroslav Holík, Jiří Holík – Jan Havel, Jozef Golonka, Jaroslav Jiřík - Ivan Grandtner, Václav Nedomanský, Josef Černý – Jiří Kochta.
Japonsko: Kazudži Morišima (21. Tošimitsu Ótsubo) - Kendži Toriyanbe, Takaaki Kaneiri, Isao Asai, Mičihiro Sató, Akira Nakano, Yasufumi Tanno - Toru Okadžima, Kodži Iwamoto, Sadajiro Hishinuma - Nobuhiro Araki, Takanori Suzuki, Kiyotaka Kaneiri - Hideaki Kurokawa, Takao Hikigi, Kazuo Matsuda - Minoru Itó, Jun Saitó.
 Československo –  Japonsko 17:0 (3:0, 5:0, 5:0)
15. března 1967 – Vsetín

Branky Československa: 4x Václav Nedomanský, 3x Jan Havel, 2x Jozef Golonka, 2x Ivan Grandtner, 2x Stanislav Prýl, 2x Jaroslav Jiřík, Jiří Kochta, Jaroslav Holík.

Rozhodčí: Ján Liška (TCH), Milan Vidlák (TCH)

Vyloučení: 3:5 (využití 0:0, v oslabení 1:0)
ČSSR: Jiří Holeček (31.-40. Vladimír Nadrchal) – František Tikal, Ladislav Šmíd, Oldřich Machač, František Pospíšil (Jan Suchý) – Stanislav Prýl, Jaroslav Holík, Jiří Holík – Ivan Grandtner, Václav Nedomanský, Josef Černý – Jan Havel, Jozef Golonka, Jaroslav Jiřík (Jiří Kochta).
Japonsko: Kazudži Morišima (Tošimitsu Ótsubo) - Kendži Toriyanbe, Takaaki Kaneiri, Isao Asai, Mičihiro Sató, Akira Nakano - Toru Okadžima, Kodži Iwamoto, Sadajiro Hishinuma - Nobuhiro Araki, Takanori Suzuki, Kiyotaka Kaneiri - Hideaki Kurokawa, Takao Hikigi, Kazuo Matsuda - Minoru Itó, Jun Saitó.
 Československo –  NDR 2:2 (0:1, 1:1, 1:0)
15. dubna 1967 – Crimmitschau

Branky Československa: Jiří Kochta, František Pospíšil.

Branky NDR: Ziesche, Hiller.
ČSSR:  Jiří Holeček - Oldřich Machač, František Pospíšil, Jan Suchý, Josef Horešovský, Rudolf Tajcnár, Karel Masopust – Jan Havel, Petr Hejma, Josef Cvach - Jan Hrbatý, Jiří Kochta, Jiří Holík – Ivan Grandtner, Richard Farda, Stanislav Prýl.
 Československo –  NDR 5:3 (1:1, 3:1, 1:1)
16. dubna 1967 – Karl-Marx-Stadt

Branky Československa: 19. Jiří Kochta, 27. Josef Augusta, 33. a 40. Jiří Holík, 41. Petr Bavor.

Branky NDR: 17. Hiller, 23. Buder, 53. Hiller

Rozhodčí: Andrej Starovojtov (URS), Reznikov (URS)
ČSSR: Jiří Holeček - Oldřich Machač, František Pospíšil, Jan Suchý, Josef Horešovský, Rudolf Tajcnár - Ivan Grandtner, Richard Farda, Jiří Holík – Jan Havel, Petr Hejma, Josef Cvach - Jan Hrbatý, Jiří Kochta, Josef Augusta - Petr Bavor.

## Další zápasy reprezentace
Československo –  Toronto Blues 9:2 (3:1, 4:1, 2:0)
26. prosince 1966 – Windsor

Branky Československa: 1:0 16. Jan Klapáč, 2:1 18. Jan Havel, 3:1 18. Milan Kokš, 4:1 23. Jiří Holík, 5:2 35. Jiří Holík, 6:2 36. Oldřich Machač, 7:2 39. Josef Černý, 8:2 42.  Jan Klapáč, 9:2 55. Jiří Holík. 

Branky Toronta: 1:1 18. Laubend, 4:2 24. Stround.

Rozhodčí: Brenner (CAN), Martinello (CAN)
ČSSR: Vladimír Nadrchal - Jan Suchý, Rudolf Potsch, Oldřich Machač, František Pospíšil - Ivan Grandtner, Václav Nedomanský, Josef Černý – Jan Klapáč, Jaroslav Holík, Jiří Holík - Stanislav Prýl, Milan Kokš, Jan Havel (Jaroslav Jiřík).
 Československo –  Ontario Junior All Stars 4:2 (1:1, 0:1, 3:0)
28. prosince 1966 – Toronto

Branky Československa: 9. Jaroslav Jiřík, 41. Jiří Holík, 55. Jiří Holík, 60. Jiří Holík.

Branky Ontaria: 13. Redmond, 38. Reid.

Rozhodčí: McLean (CAN), Naden (CAN)
ČSSR: Jiří Holeček - Rudolf Potsch (41. Oldřich Machač), František Pospíšil, Jan Suchý, Ladislav Šmíd - Jan Klapáč (41. Jan Havel), Jaroslav Holík, Jiří Holík – Ivan Grandtner, Václav Nedomanský, Josef Černý – František Ševčík, Richard Farda, Jaroslav Jiřík.
Ontario Junior: Young - Reid, Glenne, Vanderburg, Ley, Larry - Meehan, Tkaczuk, Unger - Monahan, Beverley, Luce - Ecclestone, Mercer, Redmond - Sanderson, Dorey, Lawson - Smith.
 Československo –  Montreal Junior Canadiens 5:3 (2:1, 1:1, 2:1)
29. prosince 1966 – Montreal

Branky a nahrávky Československa: 2:24 Václav Nedomanský (Ivan Grandtner), 14:16 Jaroslav Jiřík, 25:45 Václav Nedomanský, 41:13 Jan Havel (Ladislav Šmíd), 57:09 Jaroslav Jiřík (Richard Farda, František Ševčík).

Branky a nahrávky Montrealu: 16:18 Rene Drolet (Bernie Gagnon, McComb), 28:39 Jacques Beaudoin (Paul Lessard, Bernard Cote), 48:42  Bernard Cote (Paul Lessard, Drouin).
ČSSR: Vladimír Nadrchal - Oldřich Machač, František Pospíšil, Jan Suchý, Ladislav Šmíd - Ivan Grandtner, Václav Nedomanský, Josef Černý – Jan Havel, Jaroslav Holík, Jiří Holík – František Ševčík, Richard Farda, Jaroslav Jiřík.
Montreal Junior: Bauman - Norm Descoteaux, Pierre Bouchard, Tessider, Larry Pleau - Rene Drolet, Elwell, Drouin - Liesemer, Jacques Beaudoin, Bernie Gagnon - Bernard Cote, McComb, Robin Burns - Paul Lessard, Pelletier, Banymonte - Suthulout.